# Pínzio
Pínzio é uma freguesia portuguesa do município de Pinhel, com 27,24 km² de área e 365 habitantes (censo de 2021). A sua densidade populacional é 13,4 hab./km².
A freguesia é percorrida pela Ribeira das Cabras, e é constituída, para além da localidade de Pínzio, pelas anexas de Miragaia, Cheiras, Abadia e Trocheiras. Durante a sua história chegou a pertencer ao extinto concelho do Jarmelo (até 1853) e ao concelho da Guarda (até 1895).
Pínzio é um elemento importante para Pinhel, já que é nesta freguesia que se encontra uma ligação para a A25, auto-estrada que liga Aveiro a Vilar Formoso.
A freguesia abriga casas de pedra ainda conservadas e nos seus arredores há afloramentos graníticos belíssimos.

## Demografia
Nota: Nos anos de 1864 a 1890 figura no concelho da Guarda, passando para o atual concelho por decreto de 12/07/1895.
A população registada nos censos foi:
| Distribuição da População por Grupos Etários | Distribuição da População por Grupos Etários | Distribuição da População por Grupos Etários | Distribuição da População por Grupos Etários | Distribuição da População por Grupos Etários |
| -------------------------------------------- | -------------------------------------------- | -------------------------------------------- | -------------------------------------------- | -------------------------------------------- |
| Ano                                          | 0-14 Anos                                    | 15-24 Anos                                   | 25-64 Anos                                   | > 65 Anos                                    |
| 2001                                         | 47                                           | 43                                           | 240                                          | 197                                          |
| 2011                                         | 26                                           | 36                                           | 176                                          | 215                                          |
| 2021                                         | 13                                           | 21                                           | 148                                          | 183                                          |

## Património
- Igreja Matriz;
- Capela de São José;
- Capela de Santo André, em Miragaia;
- Capela de São Dâmaso, em Miragaia;
- Capela de Santa Bárbara, em Cheiras;
- Capela Nossa Senhora de Fátima, em Abadia;
- Igreja dos Trocheiros;
- Banda Filarmónica de Pínzio.

## Banda Filarmónica de Pínzio
A Banda Filarmónica de Pínzio foi fundada a 21 de Novembro de 1888. Devido ao grande fluxo migratório registado por volta de 1950 sofreu um interregno, voltando ao ativo em 1984 por iniciativa de Luís Pires Gonçalves. Apareceu ligada à Associação Cultural de Pínzio, que o mesmo presidia. Nessa altura a direção musical era da responsabilidade do Sr. Manuel Niné. Atualmente a Banda é constituída por 40 elementos de ambos os sexos, e que na sua maioria são jovens formados na escola de música desta mesma banda. A escola de música funciona ao fim de semana e de acordo com o ano letivo, sendo o ensino gratuito. Durante o ano é convidada para abrilhantar festas religiosas, realizar concertos e intercâmbios com outras bandas. Possui um repertório diversificado de forma a agradar a diferentes públicos. O presidente da direção é Ricardo Custódio e o diretor musical é o maestro Carlos Ferreira.